# Rabid - Sete di sangue
Rabid - Sete di sangue (Rabid) è un film del 1977 scritto e diretto da David Cronenberg.

## Trama
Rose, dopo aver avuto un incidente in moto con il suo ragazzo Hart, viene ricoverata in fin di vita in una clinica nelle vicinanze. Qui lavora il Dottor Keloid, uno specialista del trapianto cutaneo, che con la pelle di alcuni pazienti morti ricostruisce gran parte del corpo di Rose. Keloid trova nella ragazza, che ha riportato gravi ustioni su tutto il corpo, la "cavia" ideale per sperimentare le sue innovative tecniche chirurgiche. Al suo risveglio dal coma, però, Rose è diversa: anche se ha ritrovato la sua bellezza, adesso per sopravvivere deve succhiare il sangue, e lo fa grazie a una escrescenza di carne che le spunta sotto l'ascella.
Inizia quindi a mordere, infettandoli, varie persone che incontrerà sul suo cammino: un paziente della clinica, un contadino che cerca di molestarla, un camionista, un tizio che tenta un approccio in un cinema a luci rosse, e così di seguito fino a quando il contagio si diffonde sempre più. Le persone morse da Rose, dopo un breve periodo di incubazione, si trasformano in una sorta di zombi rabbiosi con la bava alla bocca, animati dal solo desiderio di mordere qualcun altro a loro volta. Nel frattempo Rose, dopo aver telefonato a Hart chiedendo disperatamente aiuto, fugge dalla clinica dopo aver infettato anche il Dottor Keloid.
Riesce a trovare rifugio nell'appartamento della sorella, ma rimangono vani i suoi tentativi di resistere all'incessante "sete di sangue" che la tormenta. Arriva addirittura a mordere la sorella proprio quando viene raggiunta da Hart che la stava cercando disperatamente, allarmato dalla sua telefonata precedente. Hart rivela a Rose che è lei la causa dell'epidemia che si sta rapidamente diffondendo in città, essendo la portatrice sana della malattia, probabilmente causata da dei batteri anomali presenti nel suo sangue dopo l'intervento chirurgico da lei subito.
Rose rimane scioccata e fugge via di nuovo, ma questa volta decide di provare a se stessa la fondatezza di quanto affermato da Hart. Abborda un uomo, lo segue nel suo appartamento e lo morde, fermandosi ad aspettare per vedere se effettivamente si trasformerà in un mostro assetato di sangue umano. Durante l'attesa telefona a Hart, che impotente assiste in diretta all'uccisione di Rose da parte della sua ultima vittima. Il mattino dopo, il corpo di Rose viene raccolto dalla strada e deposto in un camion dei rifiuti.

## Produzione
Cronenberg affermò che per il ruolo della protagonista avrebbe voluto scritturare Sissy Spacek, ma che i dirigenti dello studio avevano bocciato la sua scelta a causa dell'accento troppo marcato della Spacek. Il film Carrie - Lo sguardo di Satana, con protagonista proprio Sissy Spacek, uscì durante la lavorazione di Rabid e si rivelò un successo. Come ironico riferimento all'errore di valutazione commesso dai dirigenti, Cronenberg inserì nel suo film una scena dove è visibile affisso su una parete il cartellone del film Carrie, mentre la protagonista esce da un cinema.
Il regista disse anche che l'idea di scegliere Marilyn Chambers, celebre star del porno, come protagonista, arrivò dal produttore Ivan Reitman, a cui era giunta voce che la Chambers era in cerca di un ruolo nel cinema mainstream. Cronenberg racconta che la Chambers si impegnò duramente per preparare il suo ruolo e che rimase favorevolmente impressionato dalle sue capacità di attrice, aggiungendo inoltre, che non la conosceva prima di provinarla, non avendola mai vista nei suoi film hard precedenti come ad esempio il famoso Dietro la porta verde.

## Remake
Nel 2019 è uscito il remake Rabid, girato dalle sorelle Soska.